# GNU Go
GNU Go — вільна програма від Фонду вільного програмного забезпечення, яка грає в ґо. Завдяки відмові від графічного інтерфейсу, GNU Go можна компілювати для широкого спектру платформ: Linux, інших UNIX-подібних систем, Microsoft Windows, Mac OS X тощо.
Програма грає на рівні 8-12 кю і підтримує розміри дошок від 5×5 до 19×19.
GNU Go не має вбудованого графічного інтерфейсу, але підтримує два протоколи — Go Modem Protocol і Go Text Protocol (GTP) — для «спілкування» з іншими програмами. Це дозволяє вибрати одну з багатьох програм-інтерфейсів для гри. Розробники також використовують GTP як внутрішній протокол, на якому можна формулювати задачі для GNU Go.
Програма брала участь у багатьох змаганнях з комп'ютерного ґо і неодноразово займала призові місця: так, наприклад, GNU Go завоювала золоту медаль на 8-й і 11-й Комп'ютерних олімпіадах.
Поточною стабільною версією є GNU Go 3.8, випущена 19 лютого 2009 року.
Також існує альтернативна версія GNU Go 3.9.1, випущена 21 грудня 2010 року. Однак, за результатами проведеного спарингу, 3.8 перемагала частіше, і програвала, тільки граючи за білих[джерело?].